# Њу Олбин (Ајова)
Њу Олбин (енгл. New Albin) град је у америчкој савезној држави Ајова. По попису становништва из 2010. у њему је живело 522 становника.

## Демографија
Према попису становништва из 2010. у граду је живело 522 становника, што је -5 (-0.9%) становника више него 2000. године.
| Група             | 2000.       | 2010.       |
| Белци             | 511 (97,0%) | 506 (96,9%) |
| Афроамериканци    | 0 (0,0%)    | 2 (0,4%)    |
| Азијати           | 0 (0,0%)    | 2 (0,4%)    |
| Хиспаноамериканци | 3 (0,6%)    | 2 (0,4%)    |
| Укупно            | 527         | 522         |